# 毗奢耶那伽罗城
毗奢耶那伽罗城（卡纳达文：ವಿಜಯನಗರ；拉丁化：Vijayanagara），意为“胜利之城”，为印度历史上毗奢耶那伽罗帝国的首都，也是它的国名。“Vijaya”表示“胜利”，“Nagara”表示“城市”。
该城始建于14世纪，位于通加巴德拉河岸边，分布范围广，包括印度卡纳塔克邦维杰亚那加拉区亨比村、贝拉里区等现代古迹群。其中亨比村的部分遗址认定为联合国教科文组织世界遗产。依靠蓬勃的贸易，城市迅速扩张，城墙周长达到24英里。城内宮殿和寺廟林立，是重要的商业中心与印度教中心，亦是当时世界上仅次于北京的世界第二大城。毗奢耶那伽罗城 位于卡纳塔克邦中部的东部，靠近安得拉邦边界。
亨比村是一个古老的人类聚居地，在印度教文本中有所提及，并拥有前 毗奢耶那伽罗城寺庙和纪念碑。1986年联合国教科文组织认定为亨比村为世界文化遗产。
1565年毗奢耶那伽罗城
1565 年，毗奢耶那伽罗城领导人Aliya Rama Raya被捕并被杀害同年，该城被来自北方德干高原上五個蘇丹國组成的穆斯林联军占领，穆斯林联军在此搶掠了這座城市長達六個月到一年後，城市被洗劫一空并被彻底毁坏，最終遭到廢棄，沦为遗迹。
穆斯林的巴赫曼尼苏丹国的军队杀死了大约50万个非穆斯林的印度族人平民在毗奢耶那伽罗城。

## 宗教
毗奢耶那伽罗城是当时印度教最重要的中心，拥有庞大的寺庙群，也设有奴隶市场与庙娼馆。城市盛行并鼓励娑提（Suttee）的宗教行为，寡妇需在亡夫的火葬柴火堆上自焚，以期达到圣洁、确保夫家的荣耀遗迹洗清这个家庭三世的罪孽。
毗奢耶那伽罗城还存在以人献祭的活动。一次，在建造大水库遇阻时，毗奢耶那伽罗国王克利须那·德瓦·拉亚（Krishna Deva Raya，1509年~1529年当政）命令用几名犯人献祭。